# Якоруда
Якору́да (болг. Якоруда) — місто в Благоєвградській області Болгарії. Адміністративний центр громади Якоруда.
Розташоване поруч з містами Бансько, Разлог і Белиця.

## Населення
За даними перепису населення 2011 року у місті проживали 5792 особи.
Національний склад населення міста:
| Національність   | Кількість осіб | Відсоток |
| ---------------- | -------------- | -------- |
| болгари          | 2531           | 52,7%    |
| турки            | 1714           | 35,7%    |
| цигани           | 421            | 8,8%     |
| інша             | 35             | 0,7%     |
| не визначились   | 98             | 2,0%     |
| Всього відповіли | 4799           |          |

Розподіл населення за віком у 2011 році:
Динаміка населення:

## Географія
Місто розташоване на схід від міста Разлог, вгору по течії річки Места у лісистих Родопських пагорбах Бунтишка.  На південь і схід огороджене Родопами, а на північ і захід -  Рилами.

## Історія
Руїни фракійського святилища на горі Бабечка чука свідчать про існування поселення в місцевості Якоруди ще при фракійцях.  Землі Якоруди були однією з точок, яку перетинала римська дорога, що з'єднувала Філіпополіс і долину Мариці з однією з головних доріг Римської імперії - Віа Егнація.   Про це свідчать залишки двох фортець: Калята під містом і Градиште біля села Черна Места.
Біля міста є залишки церкви з некрополем кінця V століття, знесеної в кінці 6-го або початку 7-го століття і відновленого в XIII-XIV ст.

### У Османській імперії

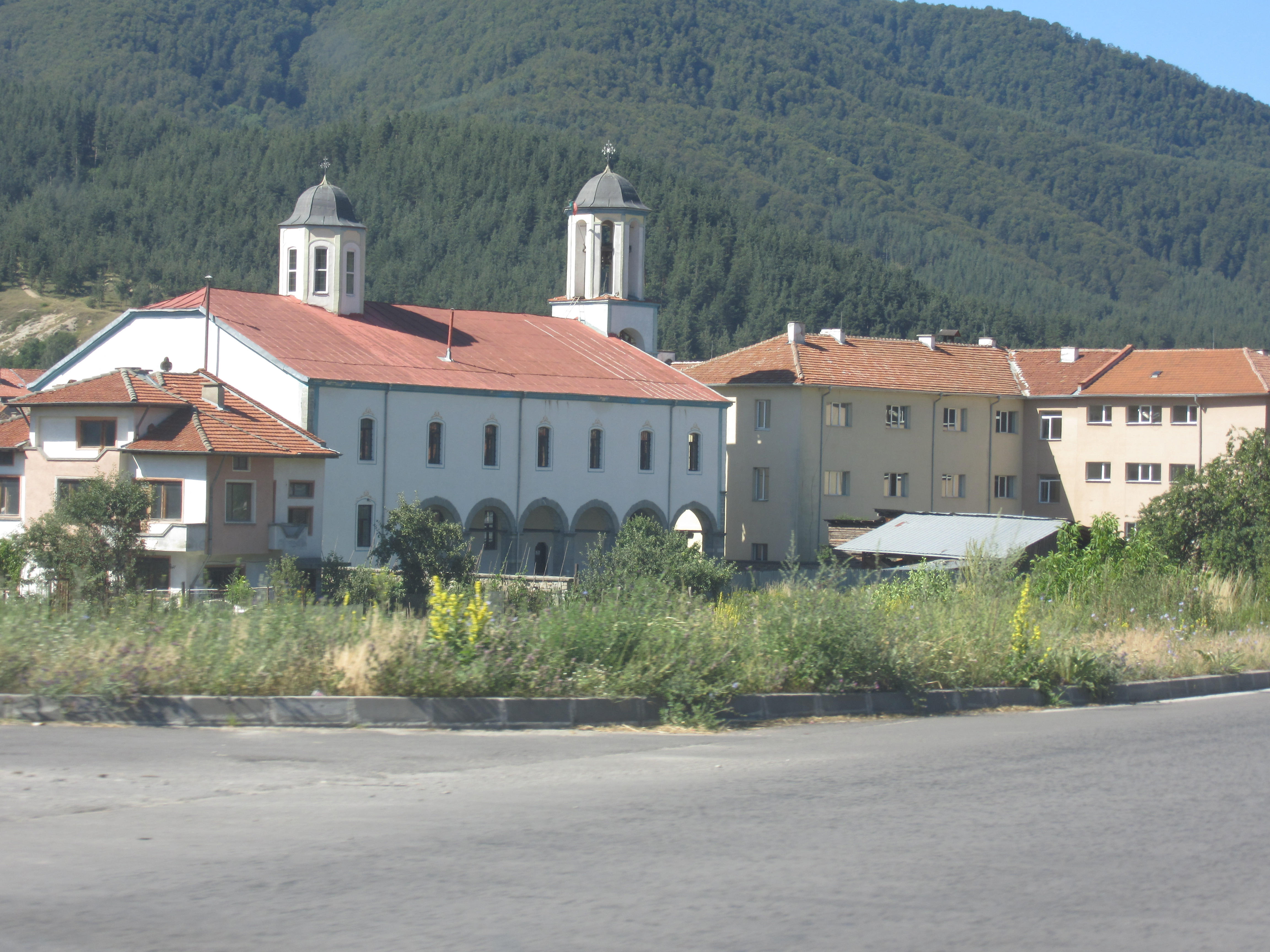
Православна церква "Св. Св. Кирила і Мефодія "

Під час османського панування Якоруда є частиною вакфа великого візира Кари Мустафа і у 1508 році звільняється від певних податків відповідно до пільг, наданих вакфським населеним пунктам.  До середини XVII століття Якоруда було найбільшим поселенням в Разлозі.
Якоруда почала відновлюватися після османських погромів у перші десятиліття XIX століття. Підйом у житті болгарського народу в епоху Відродження відбився і на розвитку селища. Крім розведення великої рогатої худоби, протягом багатьох десятиліть кар'єри забезпечують існування великої частини населення. Контакт із зовнішнім світом, з людьми з усієї країни, є фактором, що сприяє просуванню процесу відродження Якоруди. У 1835 році була збудована церква Святого Миколая, але вона була знищена підтопленням у 1927 році.
Напередодні Квітневого  повстання 1876 року у селі було створено місцевий революційний комітет.  Хоча місто знаходиться в межах кордонів Санстефанської Болгарії за Берлінським конгресом,  Якоруда була повернута до складу Османської імперії, в результаті чого якоруджанці взяли участь в Ілінденському і Кресненсько-Разложському повстаннях.
У другій половині XIX століття Якоруда була суто болгарським поселенням, в казі Неврокоп  Османської імперії, яка була змішана конфесійно. Згідно з документом «Етнографія вілайєтів Адріанополь, Монастир і Салоніка», опублікованому в Константинополі в 1878 році,  і який відображає статистику чоловічого населення, на 1873 рік в Якоруді було 741 дворів з 2020 жителями болгарами, з яких 1500 є християнами і помаків - 520.
У 1891 р  Георгій Стрезов пише про село: 
| " | Якоруда, село такого ж розміру, як Белица; знаходиться в тому ж напрямку від Мехомії, 6 годин їзди. Розташоване на лівому березі однойменної річки. З його східного боку стоять сосни і буки. Землеробство слабке, тому що ґрунт не винагороджує працівника; мешканці займаються тваринництвом. Через Якоруду - Аврамово проходить дорога до Пазарджика. Церква Святого Миколая є одночасно вузькою і темною. Поруч з нею - школа з 120 учнями і 2 викладачами. Тут залишилася вежа від яничар. У п'ятницю є ринок в основному від бабячан. Будинків 500, наполовину болгарські і помацькі. | " |

За словами болгарського географа Василя Канчова («Македонія.  Етнографія і статистика») на початку XX століття Якоруда має 4490 мешканців з наступним етнічним складом: 2500 болгарських християн, 1900 болгарських мусульман і 90 циган.
На початку двадцятого століття більшість християнських жителів Якоруди перебували під верховенством болгарського екзархату.  За статистикою екзархістського секретаря Димитра Мишева (1905), християнське населення Якоруди складається з 2920 болгарських екзархістів, 104 болгарських протестантів і 78 циган.  У селі знаходиться болгарська початкова школа.
У 1909 р. створено громадський центр «Светліна».

### У Болгарії
Якоруда була звільнена 7 жовтня 1912 року під час Першої балканської війни 27-го Чепінським полком Другої фракійської дивізії.
9 жовтня 1913 року була відкрита якорудська прогімназія
У 1925 році в Якоруді було створено робочий лісопромисловий кооператив "Мусала". До 1935 року він мав 177 членів. У 1927 році Якорудський популярний банк почав видавати "Якороодський кооперативний вісник".
Законом від 9 вересня 1964 року Якоруда була проголошена містом.

## Особи

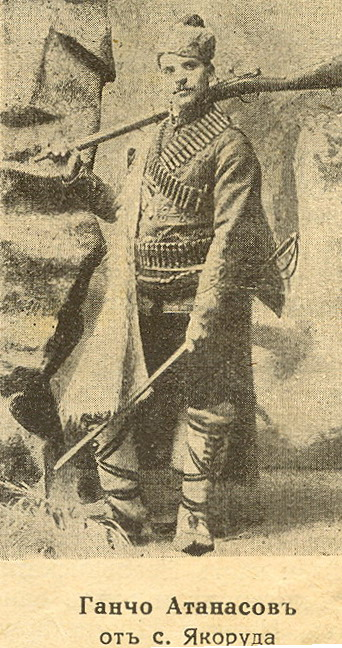
Діяч ВМОРО Ганчо Атанасов.

У Якоруді було багато болгарських революціонерів, серед них: Тодор Македонський , Іван Ботушанов і багато інших.  Тут народився Богдан Воєвода, організатор опору проти вторгнення в Разлог.  З Мелника - Нікола Вардев, болгарський громадський діяч, бухгалтер і революціонер, видатна фігура болгарського відродження в Софії, Східній Македонії та Центральній Західній Болгарії.  Болгарський міністр Емілія Масларова і письменник Нікіфор Попфіліпов народилися в місті.

## Інше
Під час вивчення та картографування острова Гринвіч один з льодовиків називали Якоруда за назвою міста.

## Зовнішні посилання
- Офіційний сайт  Сайт муніципалітету Якоруда
- Фотографії м. Якоруда [Архівовано 6 березня 2019 у Wayback Machine.]
- Сахачиєв, Живко. [Архівовано 6 березня 2019 у Wayback Machine.] Участь якоруджан в Ілліденському повстанні. [Архівовано 6 березня 2019 у Wayback Machine.] Маг. [Архівовано 6 березня 2019 у Wayback Machine.] Македонський огляд , рік. [Архівовано 6 березня 2019 у Wayback Machine.] XXVI, 2003, № 391-95. [Архівовано 6 березня 2019 у Wayback Machine.]